# 東消防署 (名古屋市)
東消防署（ひがししょうぼうしょ）は、名古屋市東区を管轄する名古屋市消防局の消防署。

## 歴史
当地を管轄する消防署は1921年（大正10年）11月成立の愛知県中消防署鍋屋町出張所をルーツとする。鍋屋町出張所は翌年4月には筒井町出張所と改称した。
1943年（昭和18年）12月24日、東区筒井町1丁目において、中消防署筒井町出張所が愛知県筒井消防署として独立する。このとき、中消防署から富士塚出張所・長塀町出張所、千種消防署から矢田主張所を移管し、3主張所体制となる。
戦時下対応が求められる中、1944年（昭和19年）5月3日には区内の大規模事業者である三菱電機名古屋工場（東区矢田町）内に「三電臨時出張所」、三菱発動機製作所（矢田町沖中）内に「三発臨時出張所」、9月1日には北区大曽根二丁目に六郷出張所、さらに12月26日には隣接する東春日井郡守山町の町役場に隣接し、守山出張所を設置するという対応を行った
しかし、これらの出張所は翌年の1945年（昭和20年）の度重なる名古屋大空襲により次々と焼失し、廃止された。終戦後の9月30日には守山出張所を、10月1日には矢田出張所、翌年10月12日には長塀町出張所をそれぞれ廃止、4月15日には六郷出張所を城北消防署に移管している。
1948年（昭和23年）3月7日、名古屋市消防局発足に伴い、名古屋市東消防署となる。
1955年（昭和30年）7月26日には、矢田出張所を矢田町9丁目48番地の2に再設置、1970年（昭和45年）12月5日 - 富士塚出張所を東区下竪杉町1丁目8番地の5に移転し、現体制となった。

## 出張所
| 出張所       | 住所                   | 画像 | 備考 (★印は救急隊のある出張所) (◎印は救助隊のある出張所) |
| ------------ | ---------------------- | ---- | -------------------------------------------------------- |
| 富士塚出張所 | 東区泉一丁目9番24号    |      | ★◎                                                       |
| 矢田出張所   | 東区矢田南四丁目2番1号 |      |                                                          |